# 尼崎伊三郎
尼崎 伊三郎（あまさき いさぶろう、旧姓・松井、旧名・豊太郎、1868年4月12日（明治元年3月20日） - 1955年（昭和30年）12月28日）は、日本の政治家・貴族院議員、大阪府多額納税者、資産家、実業家。尼崎造船会長。勲四等。族籍は大阪府平民。

## 経歴
現在の兵庫県尼崎市に生まれた。兵庫県人・松井豊吉の長男。松井福松の兄。1900年（明治33年）6月、先代の伯父伊三郎の養子となり、1904年（明治37年）1月、家督を相続し襲名する。
遺業を継ぎ、土地貸家の管理、炭鉱、鉱山の経営に任じ、傍ら尼崎汽船部を設置して海運業に従事。尼崎造船会長、尼崎汽船、尼崎汽船部（のちの関西汽船）、大阪曹達、中外海上火災保険（SOMPOホールディングスの前身）各社長、豊国火災保険（日新火災海上保険の前身）、三十四銀行各取締役、播州鉄道、大阪曹達、日本相互貯蓄銀行、大阪商事、共同信託各監査役などを歴任する。
この間、大阪市会議員を経て、大阪府多額納税者として貴族院議員に互選され、1911年（明治44年）9月29日から1918年（大正7年）9月まで在任した。

## 人物
上下和衷協力一致、事業の拡大発展をくわだて、怠らなかった。貴族院多額納税者議員選挙の互選資格を有する。
二女君子の夫で養子の康定は子爵・戸田康保の弟で、尼崎汽船部常務。三女の夫は尼崎造船社長田村太郎。大阪府大阪市在籍で、住所は大阪府大阪市此花区下福島三丁目、同市福島区鷺洲南。

## 栄典
- 紺綬褒章[6][9]